# Laudakia agrorensis
Laudakia agrorensis là một loài thằn lằn trong họ Agamidae. Loài này được Stoliczka mô tả khoa học đầu tiên năm 1872.